# PQ-14
Конвой PQ-14 — арктический конвой времён Второй мировой войны.
Конвой PQ-14 был отправлен в СССР 8 апреля 1942 года, от берегов Исландии со стратегическими грузами и военной техникой из США, Канады и Великобритании. В его состав входило 24 грузовых судов. 16 судов и 2 корабля сопровождающих были вынуждены повернуть назад в результате полученных от льда повреждений. Одно судно RFA «Grey Ranger» было потоплено немецкой подводной лодкой. 19 апреля семь судов прибыло в Мурманск.

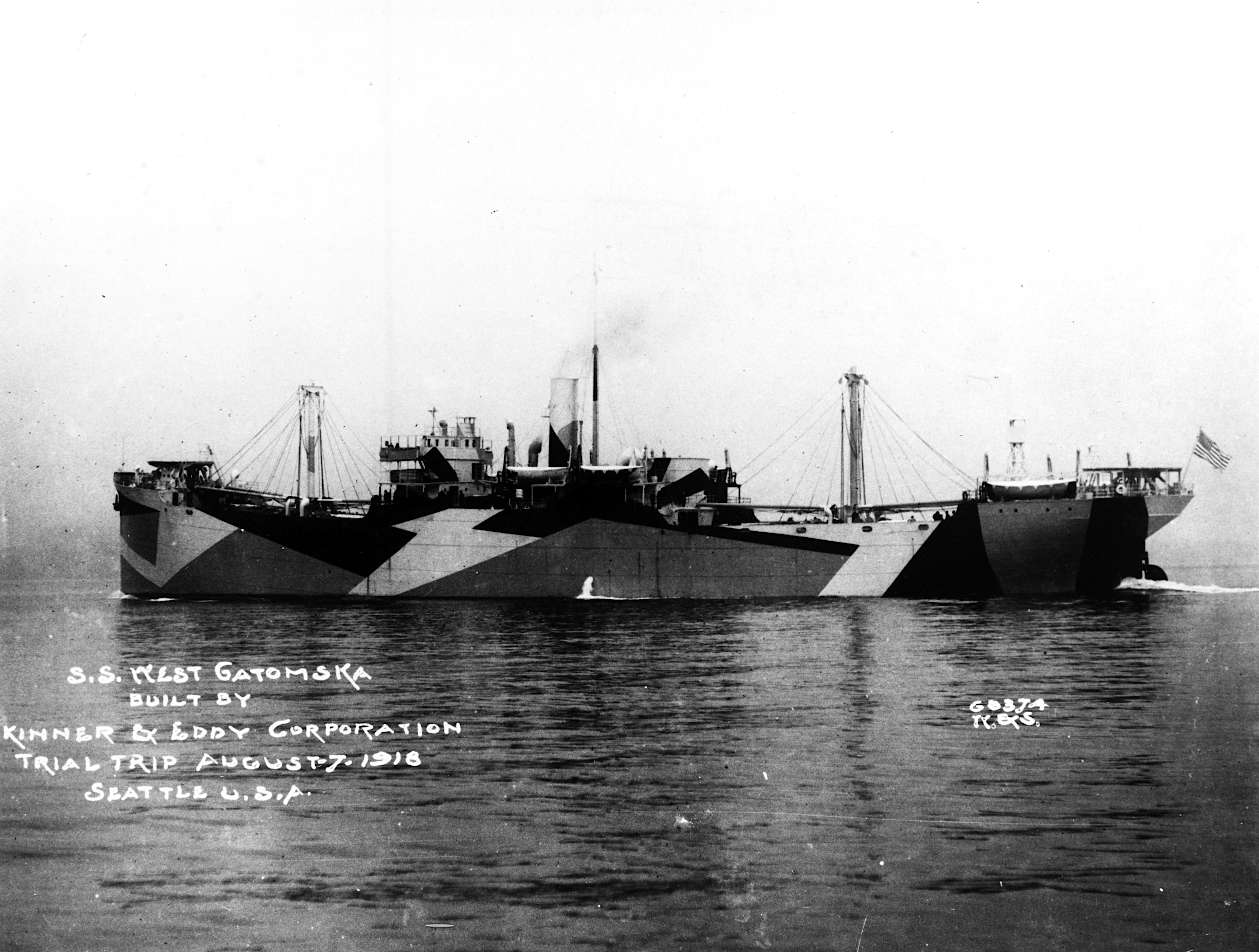
Одно из судов конвоя SS West Gotomska на ходовых испытаниях в 1918 году